# Urmond

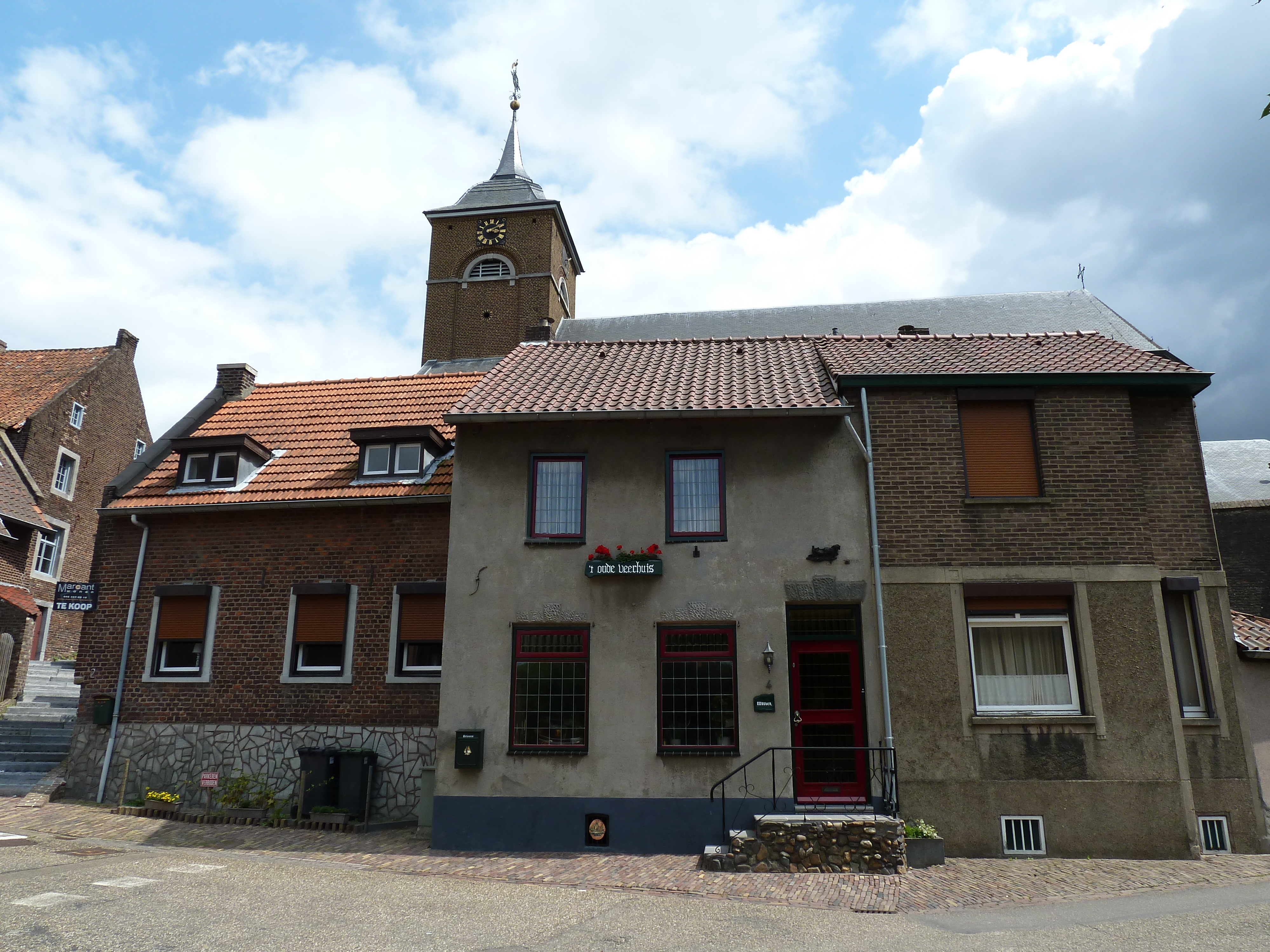
Urmond: edifici storici nella Maasstraat

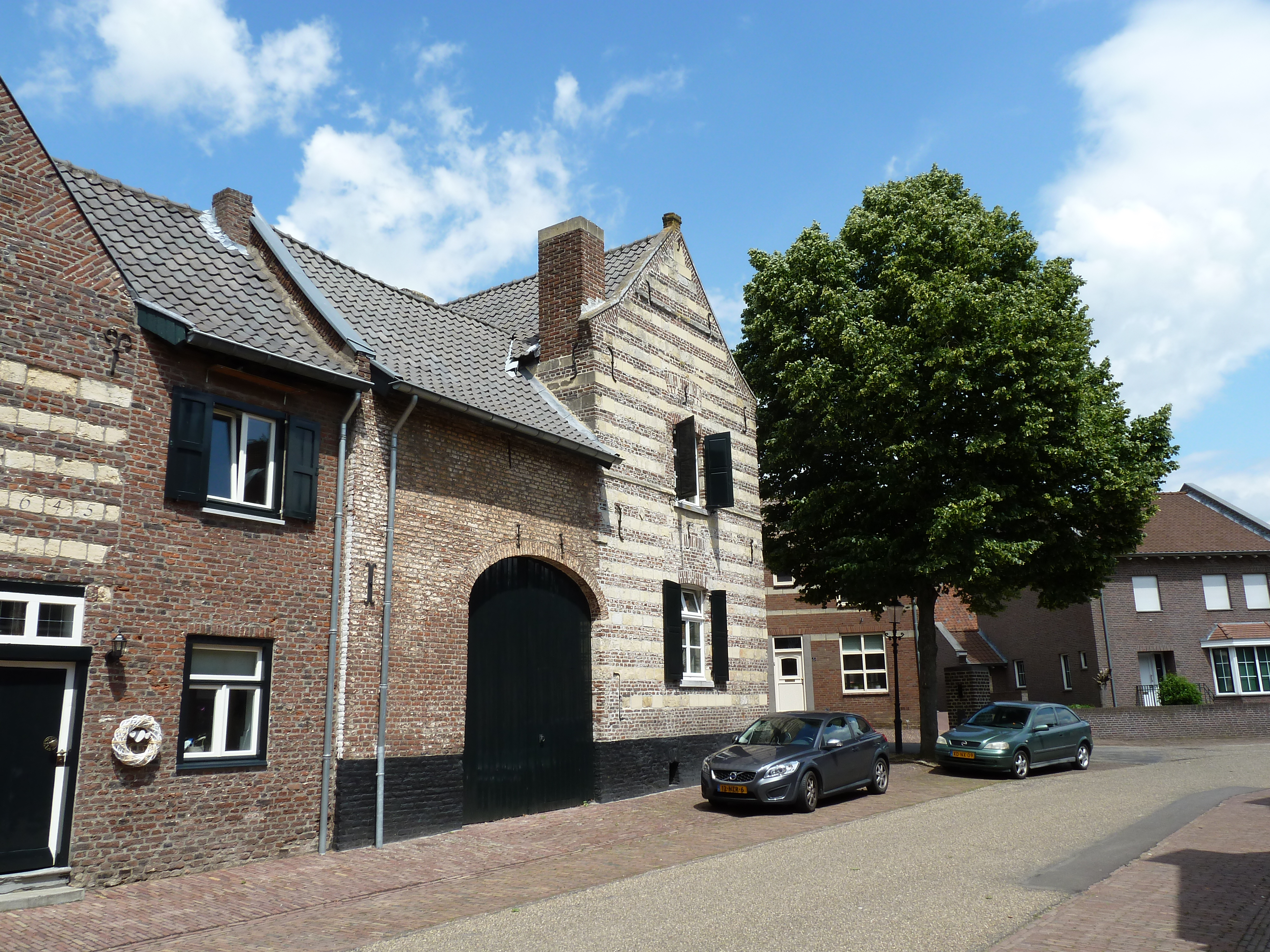
Urmond: edifici storici nella Hoolstraat

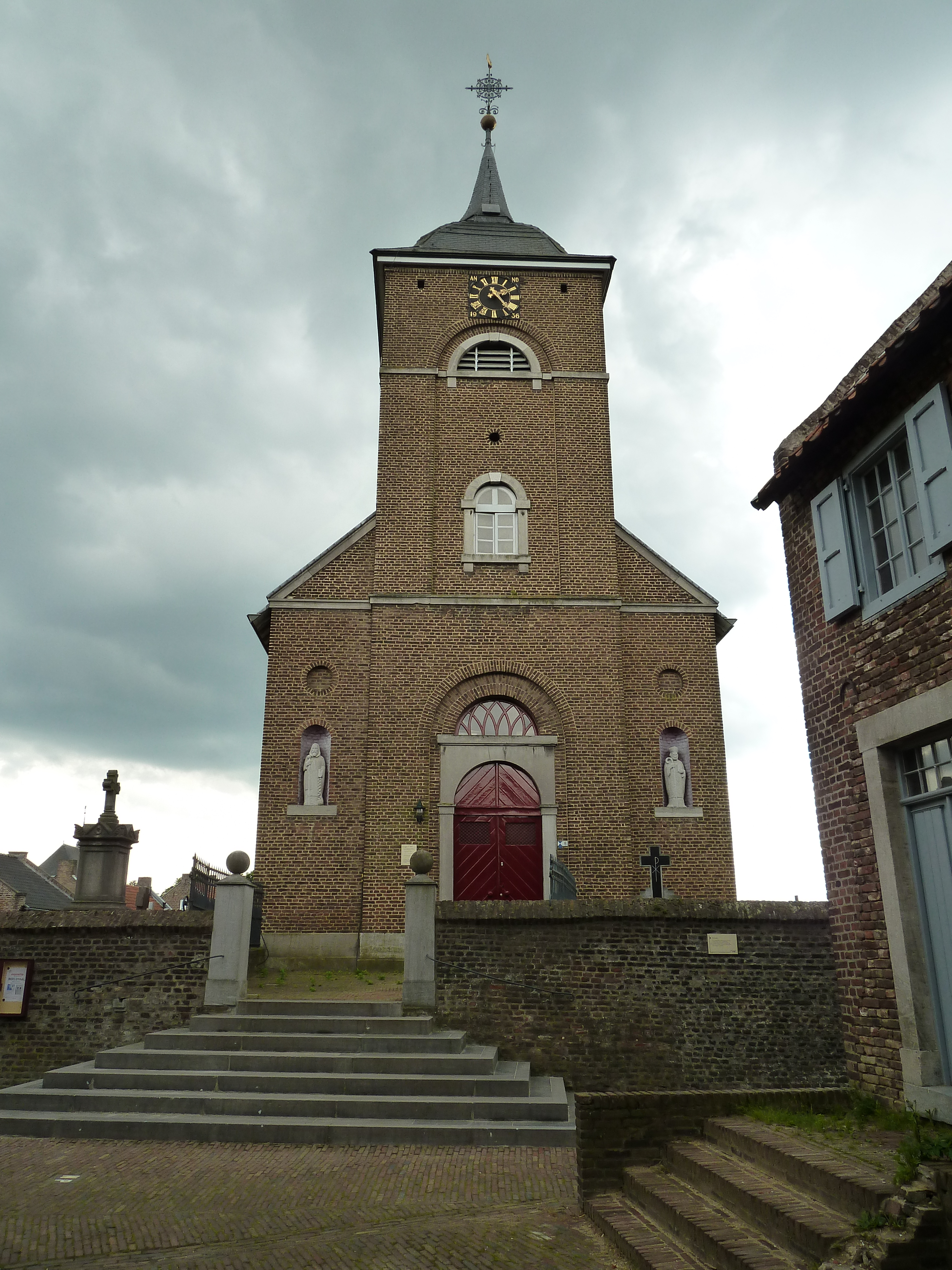
Urmond: la Terpkerk

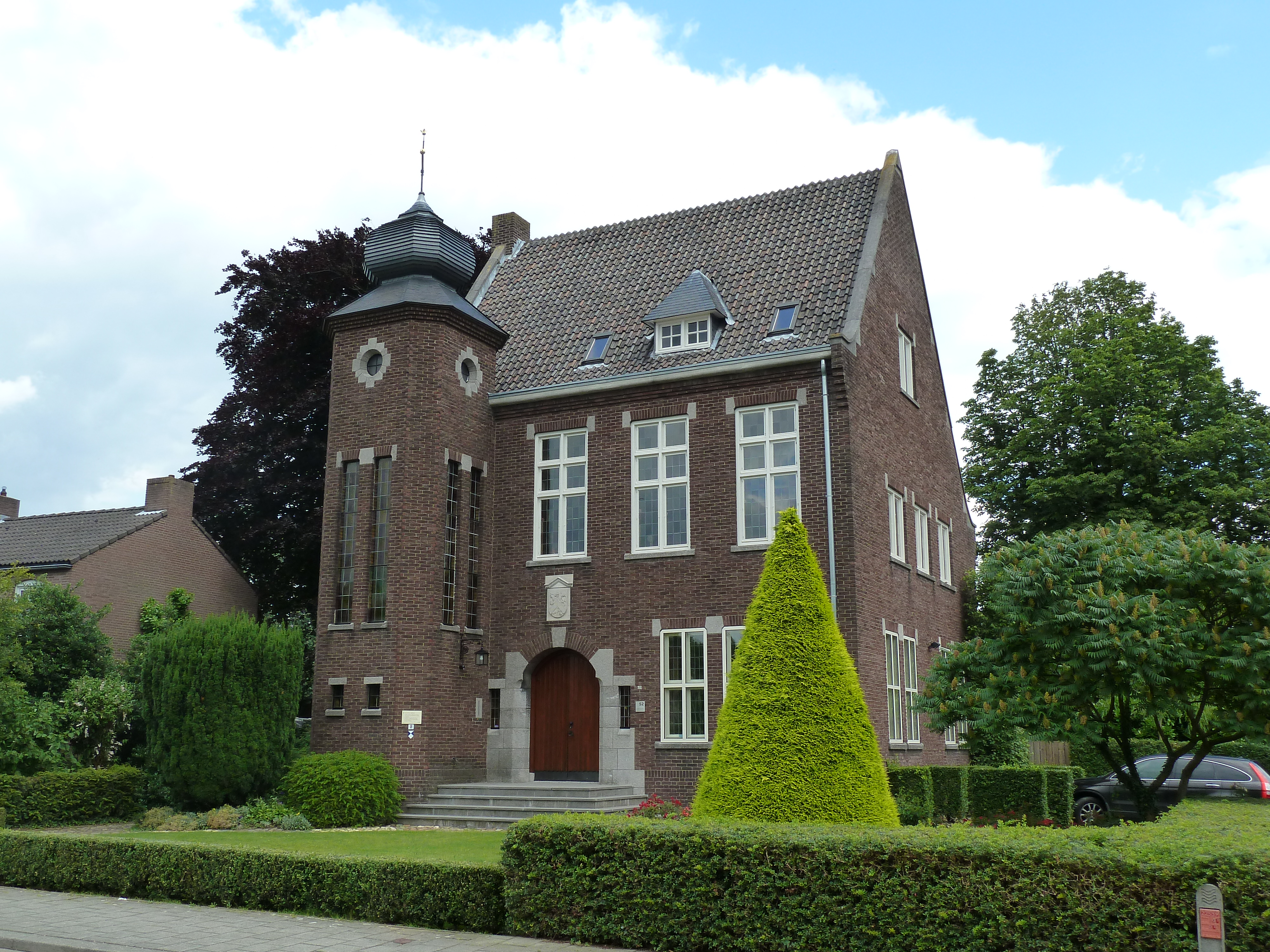
L'ex-municipio di Urmond

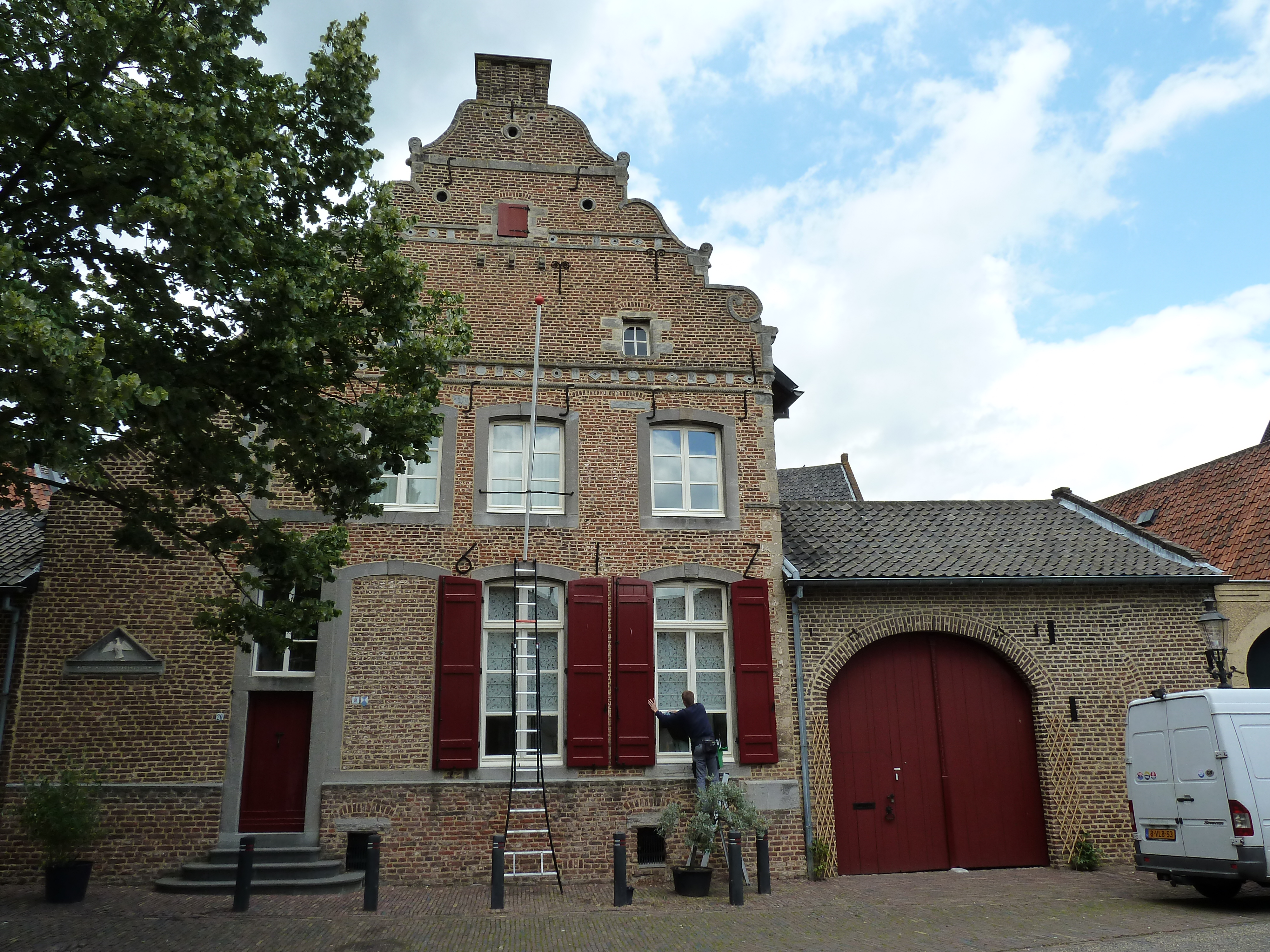
Urmond: la Schipperhuis

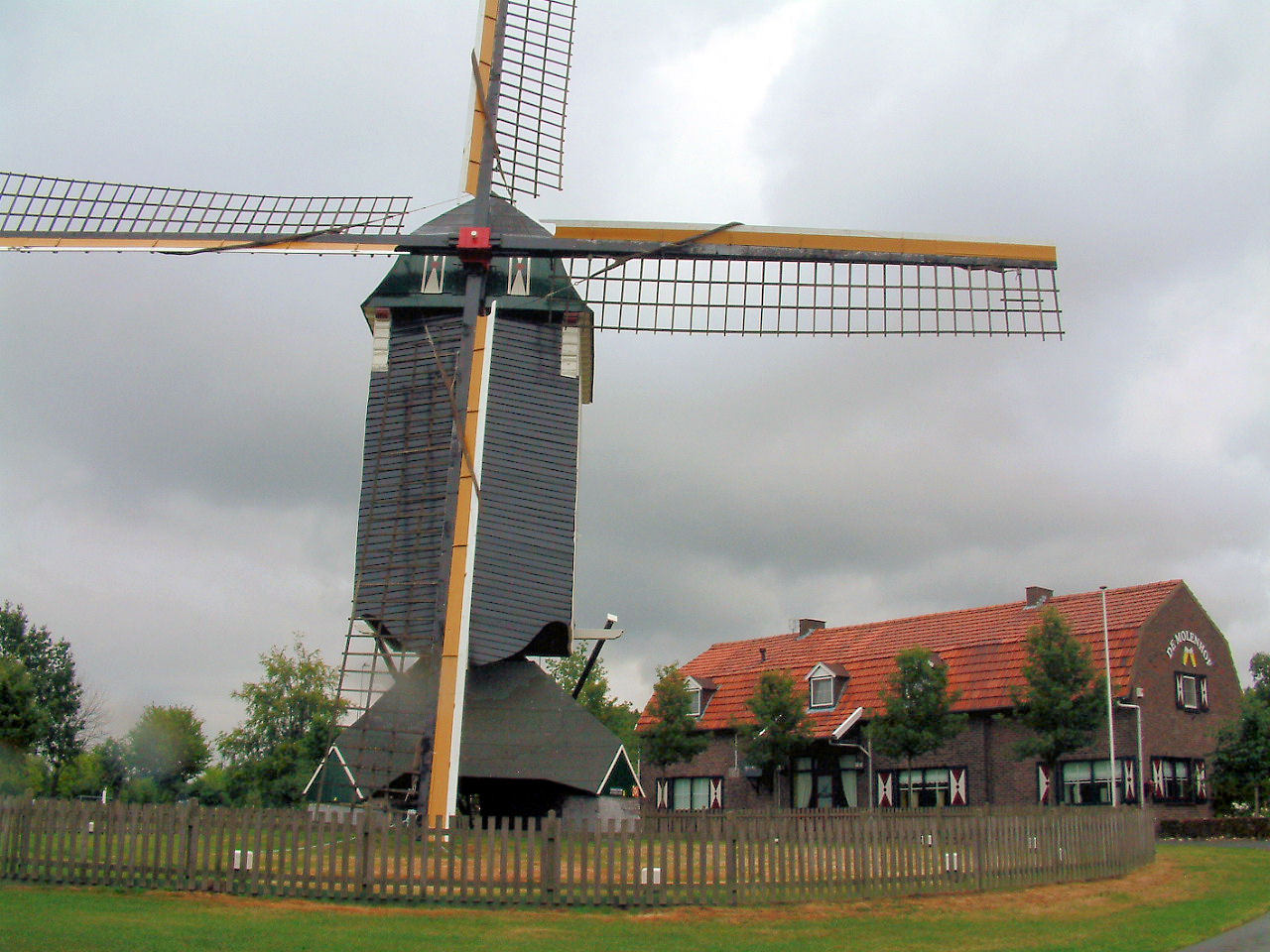
Il mulino di Urmond

Urmond è una località di circa 5.500 abitanti del sud-est dei Paesi Bassi, facente parte della provincia del Limburgo (Limburg) e situata lungo il corso del fiume Mosa e del Julianakanaal, nella regione di Westelijke Mijnstreek, al confine con il Belgio. Dal punto di vista amministrativo, si tratta di un ex-comune, dal 1991 accorpato alla municipalità di Stein.
Un tempo era un importante porto commerciale sulla Mosa. La parte più antica del villaggio, Oud-Urmond, è annoverata tra i villaggi protetti.

## Geografia fisica
Urmond si trova nella parte sud-occidentale della provincia del Limburgo, a nord delle località di Elsloo e Stein, a sud di Obbicht e ad ovest/nord-ovest di Lindenheuvel.
Il villaggio è tagliato in due dallo Julianakanaal, mentre l'intera parte occidentale del villaggio è bagnata dal fiume Mosa, che segna il confine con il Belgio.

## Origini del nome
Il toponimo Urmond, attestato anticamente come Ouermuonte (1153), Ouermunthe (1166), Overmunte, Oirmont (1361), Oermond (1366), Uvermont (1367) e Urmondt (1429), è da intendersi probabilmente come un composto dei termini over (nel significato di "a monte") e munte, un prestito dal latino che significa "monte". Meno probabile il significato di "foce/estuario (cfr. nl. monding) del fiume Ur", dato che l'estuario del fiume Ur nel XII secolo si trovava più ad ovest.

## Storia

### Dalle origini ai giorni nostri
Nel corso del XII secolo, il villaggio era di proprietà dell'arcivescovo di Colonia.
Il villaggio si sviluppò in seguito, segnatamente a partire dal XIII secolo, come centro commerciale, in particolare grazie alla navigazione.
Intorno al 1300, Urmond ottenne quindi lo status di città.
Urmond perse la sua importanza come porto commerciale con la costruzione dello Zuid-Willemsvaart tra il 1822 e il 1826 e con la realizzazione dello Julianakanaal nel 1930.

### Simboli
Nello stemma di Urmond è raffigurato un leone. Il leone deriva dallo stemma da Jülich, località della Renania Settentrionale-Vestfalia.

## Monumenti e luoghi d'interesse
Urmond vanta 18 edifici classificati come rijksmonumenten.

### Architetture religiose

#### Chiesa protestante
Principale edificio religioso di Urmond è la chiesa protestante (Hervormde Kerk), situata nella Grote Straat e risalente nel 1685.

#### Terpkerk
Sempre nella Grote Straat si trova la Terpkerk, risalente al 1793.

### Architetture civili

#### Schipperhuis
Sempre nella Grote Straat si trova la Schipperhuis, la casa dei marinai, risalente al XVII secolo.

#### Municipio
Altro edificio d'interesse è l'ex-municipio, costruito nel 1937 su progetto dell'architetto A. Swinkels.

#### Mulino di Urmond
Altro edificio d'interesse è il mulino di Urmond, un mulino a vento risalente al 1805.

## Società

### Evoluzione demografica
Al censimento del 2018, Urmond contava una popolazione pari a 5.506 abitanti.
La popolazione al di sotto dei 26 anni era pari a 1.168 unità (di cui 674 erano i ragazzi e i bambini al di sotto dei 16 anni), mentre la popolazione dai 65 anni in su era pari a 1.348 unità.
La località ha conosciuto un progressivo decremento demografico a partire dal 2013, quando contava 5.686 abitanti.

## Geografia antropica

### Suddivisioni amministrative
Il villaggio Urmond è suddiviso nei centri abitati di Oud-Urmond en Urmond-Oost.
Hanno inoltre lo stesso codice postale di Urmond anche il villaggio di Berg aan de Maas e la buurtschap di Nattenhoven.